# Frede Sander Jensen
Frede Aksel Theodor Sander Jensen (1932-1997) blev kendt under tilnavnet "Malene-morderen", efter han den 1. december 1983 ved et nævningeting i Holbæk var idømt fængsel på livstid for drabet på den 10-årige Malene Rose Hansen. Offeret var blevet voldtaget og kvalt torsdag den 3. juni 1982 og hendes lig var gemt på en skovvej i Nyled Mose ved Sonnerup, nær Nykøbing Sjælland. En række tekniske spor, bl.a den elledning, pigen var blevet kvalt med, knyttede ifølge anklagemyndigheden Frede Sander Jensen til drabet.
Sander Jensen nægtede sig skyldig i anklagen, men blev dømt på grundlag af anklagerens bevisførelse. Senere hævdede en tiltalt i en anden straffesag, at gerningsmanden var en anden, navngiven person. Efter en undersøgelse af påstanden fastslog statsadvokaten, at der ikke var noget grundlag for at genoptage sagen.
Frede Sander Jensen afsonede sin straf i Vridsløselille Statsfængsel. Normerne her omfatter bl.a. en stærk modstand mod pædofile, og en anden indsat, udvalgt af fangerne forsøgte at dræbe Sander Jensen med et jernspyd. Efter et længerevarende hospitalsophold blev han overført til arresten i Maribo. Her blev han af en gruppe indsatte forbrændt på en kogeplade. Han blev herefter overført til Herstedvester, hvor han tilbragte en stor del af tiden i frivillig isolation, indtil han døde af lungekræft i 1997.